# 고행석
고행석(高幸錫, 1948년 9월 13일 ~ )은 대한민국의 만화가이다.

## 생애
전라남도 여수 에서 태어났으며 여수에서 초-중-고등학교를 다녔다. 여수가 고향인 허영만과 친해졌다. 고교 졸업 후 34개월 군 복무를 마친 뒤 허영만의 소개로 1973년 만화가 최경의 문하로 들어갔다가 1974년 박기준의 문하로 옮겨서 7년 넘게 일했다. 1981년 《아빠 아빠 우리 아빠》로 데뷔했고, 1984년 《요절복통 불청객》을 내놓으며 만화방의 시대 전성기를 열었다.

## 한국 만화사에서 고행석의 위치
80년대 만화 대본소가 절정의 맞이하던 즈음, 고행석은 허영만, 박봉성, 이현세와 더불어 양과 질 양면에서 한국 만화계에 뚜렷한 족적을 남겼다. 이현세는 초창기 스포츠 만화를 주로 그리다가 21세기 들어서는 역사 만화로 전환했으며 허영만은 오랜 준비 기간을 거친 스토리를 배경으로 한 현실적인 만화를 그렸다고 한다면 박봉성은 기업 극화에 주로 역량을 집중하였다. 반면, 고행석은 초인적인 능력을 가진 구영탄을 주인공으로 삼아
다른 작가들과 뚜렷하게 구분되는 여러 작품을 출판하였다.

## 작품 시리즈

### 불청객 시리즈
- 불청객 시리즈는 다양한 장르를 두루 섭렵하며, 통속적인 러브 스토리로부터 현실에 대한 냉철한 묘사로 점철된 작품도 있으며, 스포츠, 드라마, SF, 무협, 범죄, 애정, 모험 등을 비롯하여 이 모든 장르가 한번에 뒤섞인 작품 또한 적지 않으나, 우연성의 남발, 때때로 보이는 용두사미식의 결말, 황당무계하게 보이는 스토리 전개로 인해 일부 독자에게 비현실적인 심심풀이용 만화라는 비판도 받아왔으며, 또한 탄탄한 스토리를 갖춘 작품 또한 적지 않다.
- 대표적인 예로 《낮달》, 《길》, 《불청객, 잠수함을 타다》 , 《클레멘타인》,  《폭풍열차》, 《굴뚝새》 등의 작품마다, 다른 특색이 있기는 하나, 작가의 작품 모두에는 인간에 대한 따뜻한 사랑이 숨어 있으며, 특히~ 현 30대, 40대에게 옛날식 불청객은 아련한 향수로 남아 있다.
- “불청객 시리즈(눈을 반쯤 감은 듯한 구영탄이 주인공)”로 본격적으로 성공하기 전 생활고 및 지병을 비롯한 숱한 어려움을 겪었으며, 순탄하지 않았던 삶의 궤적이 초기 작품에 드러나며, 대략 2000년 이전 그의 작품은 불청객 시리즈로 불리는 일련의 작품이 주를 이뤘고, 2000년 이후부터는 악질 시리즈로 불리는 작품을 꾸준히 내고 있다. 불청객 시리즈는 개성있는 캐릭터와 독특한 구성으로 넓은 저변을 확보하였다.

### 악질 시리즈
- 불청객 시리즈와는 달리 구영탄이 더 이상 착하고 순진하지 않고 물질적이고 악질로 변했지만, 사악함도 그대로 가지고 있다. 또한 순진하고 착하기만 했던 박은하는 조직폭력단의 여자 두목이 되었다. 작가는 시대의 조류에 따라 어쩔 수 없이 과거의 불청객 시리즈가 악질 시리즈로 변했다고 말한다.

악질 시리즈를 더 좋아하는 사람도 있기는 하지만 불청객 시리즈에서 보여 주었던 따뜻한 정서를 그리워하는 구세대에게는 악질 시리즈에 대한 비판 또한 있다. 현재는 초기 악질 시리즈에서 나왔던 날카로운 눈의 구영탄이 어느 정도 불청객 시리즈의 구영탄으로 돌아간 모습이다.
불청객 구영탄이 항상 무언가 초능력이 있었던 것처럼 악질 구영탄은 초인적으로 싸움을 잘하는 경우가 많다.  구영탄이 살인을 저지를 때는 항상 배드앤딩으로 끝나는 경향이 있다.
FBI의 국장을 구영탄이 죽이는 에피소드는
논란이 있었다.

## 만화 인물

### 구영탄
졸린 눈을 가진 사나이로 개성 있는 행동, 독특한 언행이 트레이드 마크이다. 매우 엉뚱하며 때로는 놀라울 정도로 진지하다. 정의롭게 용감하며 바보같을 때도 있으나 뛰어난 무술 실력과 두뇌의 소유자이기도 하다. 노래부르는 것을 매우 즐기지만 가창력이 뛰어나지 못해 주변 사람들을 괴롭게 한다. 그러나 이것을 무기로 사용하기도 한다. 불청객 시리즈에서는 키가 작고 허약하게 생긴 꼬마로 등장을 많이 했지만, 악질 시리즈에서는 보통 키에 좋은 몸을 가진 사나이로 등장한다. 때때로 만화 배경에 따라 이름이 바뀌기도 한다.
예) 번개(번개 1부, 번개 2부), 코리(마법사의 아들 코리), 마사오(잿빛항구)

#### 모습 변천사
- 초기

고행석의 데뷔작과 초기작들의 구영탄은 참빗으로 빗은 머리에 보통 체형을 가지고 있다. 성격은 비슷하지만 현재 구영탄과 비교해서는 유머 실력이 자유자재롭지 못하다.
이때 구영탄은 후기작에서 보여지는 구영탄보다 심각해 보이며 녹녹찮은 현실에 대한 묘사가 눈에 띈다.  이는 당시 시대상 및 고행석 작가의 어려웠던 시절과 관련 있어 보인다.
- 불청객

트레이드 마크인 졸린 눈과 삐죽삐죽한 머리를 가지고 있는 구영탄의 모습이다. 약간은 처진 눈과 작은 키가 순해보이는 인상이다. 고행석의 대부분의 작품에서 볼 수 있다.
- 악질

악질 구영탄의 모습이 등장하는 작품은 대부분 액션물이다. 그는 눈이 찢어졌으며, 그의  머리는 약간 삐죽한 머리가 되었다. 그는 사람들을 위협할때 여수 사투리를 사용한다. 그의 여자친구가 비흡연자임에도 불구하고 그는 흡연을 한다.
논란: 그는 FBI 국장을 죽였다.
- 2000년대

불청객 구영탄의 모습을 그리워하는 독자들이 많아 고행석 만화가가 악질 구영탄을 불청객 구영탄과 비슷하게 승화시킨 모습을 볼 수 있다.

#### 등장한 역할
- 야구 선수

그는 야구선수로서 200Km/h 의 패스트 볼을 던진다. 그는 일본 프로야구에서 활약하는 한국인 선수이다. 그의 여자친구 박은하는 그를 응원하러 경기장에 간다.

### 그외 등장인물
- 《박은하》구영탄의 여자 친구, 애인으로 많이 등장하며 처음에는 구영탄을 무시하고 조롱하기도 하지만 점차 구영탄의 매력에 빠져드는 말괄량이 아가씨. 외모상의 특징은 파마머리에 글래머 체형이다. 다혈질인 경우가 많다. 작품에 따라서 구영탄과 맺어지기도 하고 그렇지 않기도 한다. 악질 시리즈 이후로는 얼굴 생김은 똑같은데 이름과 헤어 스타일만 바뀌어 출연하는 경우가 많다. 다른 만화에서는 이름이 바뀐 채 조직폭력배 여자 두목으로 등장하며 (번개)는 그의 여자친구 박은하가 악역으로 등장하는 몇 안 되는 작품 중 하나이다.
- 《박달마》 박은하의 아버지로 자주 등장한다. 속이 좁고 능력이 없고 일확천금을 꿈꾸는 인물로 나온다. 구영탄을 별로 달갑게 여기지 않지만 결국은 구영탄에게 도움을 받고 감동을 받는다. 초기 작품에서는 구영탄을 가르치는 선역이나 조연으로도 나왔다.
- 《마구만》한심하고 미련한 덩치만 큰 사나이. 때로는 악역으로 때로는 구영탄의 둘도 없는 친구로 등장한다. 눈은 뜬 건지 감은 건지 알 수 없으며, 주로 수미를 사랑하며 악역을 하더라도 밉지 않은 사나이. 덩치는 크지만 싸움을 못하며 속이 좁고 겁이 많다. 박은하 못지 않게 비중이 큰 캐릭터로 악질 시리즈를 거쳐 현재까지도 가끔 출연할 때가 있다.
- 《구만수》구영탄의 아버지. 아들과 마찬가지로 개성 있는 행동과 어처구니없이 엉뚱하고 정의로운 자질을 엿보인다. 무책임해 보일 때도 있지만 가족을 사랑한다. 구영탄의 스승이나 삼촌으로 등장하기도 한다.
- 《구정문》구영탄의 아버지. 구만수가 마구만과 비슷한 이미지라면 구정문은 잘생기고 훌륭한 인격체로 등장한다.
- 《박민》잘 생기고 완력 또한 뛰어난 사나이. 그러나 큰 산 같은 구영탄의 존재에 번번이 좌절을 경험하는 불운한 사나이. 다소 비열한 모습으로 묘사될 때가 많으며 금전욕, 출세욕이 많다. 고행석 만화의 대표적 악역. 아주 가끔 선역으로 나올 때도 있다. 악질 시리즈에서는 박민이란 이름은 쓰지 않아도 그와 얼굴 생김새, 분위기가 비슷한 캐릭터가 자주 등장한다.(ex-'망나니'의 이필수, '흑'의 주인천, '난장판'의 이빈 등등)
- 《김훈》잘 생기고 능력을 인정받는 점에서는 박민과 비슷하지만 그릇이 작다. 가끔 은하와 이어지기도 한다. 대체로 선량한 모습으로 그려지며 구영탄의 친구로 종종 나온다. 악역을 해도 박민처럼 지독한 나쁜 짓은 안 하는 경우가 많다. 구영탄에게 호감을 가지고 있는 경우가 많다. 마구만, 장치섭과 함께 악질 시리즈에서도 종종 같은 이름으로 등장한다.
- 《최수미》빼어난 외모에 나쁘지 않은 성격. 그러나 박은하에 가로막힌다. 은하와 대비되게 단발머리를 가지고 다리가 더 날씬한 경향이 있다. 뾰로촘하게 예쁜 입술이 트레이드마크. 초기 작품들에서는 수미가 박은하를 대신해서 히로인 역할을 하기도 했다.
- 《맹삼순》성격은 다소 내향적이며 어느 정도 현실 감각을 가지고 있는 아가씨. 소심한 면이 있으나, 박은하가 악역으로 나올 때 구영탄과 이어지기도 한다.
- 《장치섭》불청객 시리즈 4대 조연의 하나. 길죽한 얼굴과 더불어 키도 가장 큰 사나이. 때로는 엉뚱하고 한심하나 정의감에 불타는 사나이로 주로 등장한다.
- 《오동구》불청객 시리즈 4대 조연의 하나. 악질 시리즈 이전까지 조연으로 가장 많이 나온, 가장 평범한 인물. 모난 성격도 아니고, 튀는 외모도 아니고 작품에 비중도 크지 않는 순수 조연이다.
- 《어구동》다소 악질적이며 구영탄에 적대적으로 대할 때가 많다. 특유의 토끼이가 심술쟁이처럼 보이게 한다. 이따금씩 구영탄의 현실적인 동료로도 등장한다.
- 《사마천》존재감은 별로 없지만, 구영탄과 비슷한 뾰족머리의 사나이, 초기작의 김영민에서 바뀐 것으로 추정되지만, 악역이었던 김영민에 비하여 주로 선역으로 많이 나온 인물이다. 구영탄의 스포츠팀에서 중상위권 실력을 갖추고 있다. 그외에는 엑스트라로 자주 등장
- 《수마일》초기 작품에만 몇 번 등장했던 웃는 얼굴의 인물. 현재는 거의 보이지 않는다.
- 《혜미》구영탄의 딸. 장미에서 바뀐 것으로 추정되는 인물, 가끔 동생으로 출연하기도 한다. 연인으로도 출연한 적이 있다. 성인으로 출연할 때는 박은하, 최수미와 함께 고행석 만화 3대 미인으로 꼽힐 만하다. 영탄의 어릴적 모습과 흡사한 외모에 삐삐머리를 하고 있다. 나이에 걸맞지 않게 성숙하고 영리하지만 몸은 약하다.
- 《장소불》단역으로 가끔 나오던 비중없는 인물이다. 구영탄의 동료나 친구로 나오던 선역이지만, 단 하나의 작품(아메리카 불청객)을 제외하고는 말로가 그렇게 좋지 않은 비운의 조연으로 그려졌다. 밥을 굶다가 갑자기 거품물고 급사하고, 권투선수로 나와 머리를 다쳐 정신이상자가 되고, 풀만 뜯어 먹는 사람에 섞여있다가 서로 잡아먹혀 백골로 발견되기도 한다. 불청객 시리즈 후기에 몇 번 등장하였다가 폐기 된 인물.
- 《대불》소불과 비슷한 외모를 가지고 있으나 더 나이가 많고 키가 크다. 소불과 비슷한 외모와 이름에서 풍기듯이 형제로도 가끔 나온다. 주로 구영탄의 조언자 역할을 하며 거지, 철학관 원장, 대통령, 구영탄의 삼촌 등의 역할로 출연했다. 악질 시리즈 이후로는 거의 출연하지 않고 있다.
- 《김삼식》불청객 시리즈 4대 조연의 하나. 구영탄의 친구로 키가 가장 작으며, 베토벤과 비슷한 머리스타일에 머리가 나쁘지 않으나 착하지도 않다. 초중기 작품에서는 삼순이와 맺어지는 경우가 많았다. 은하에게 흑심을 품을 경우도 있고 구영탄에게 적대적인 경우도 있다. 악역으로 나오더라도 심하게 악질적이지는 않을 때가 많다. - 10할타자
- 《김따또》안경을 쓰고 약하게 생겼으나 공부를 열심히 한다. 항상 성공하지는 않지만 주변사람들이 그와 백수 구영탄을 자주 비교한다. 모범생은 마음과 몸이 다 허약하다. 나쁘지는 않지만 착하지도 않은 캐릭터. 그냥 마음이 약하다.
- 《박호순》주로 은하와 단짝 또는 구영탄의 고향 동생으로 많이 출연한다. 이름에서 알 수 있듯이 거꾸로 부르면 순호박으로 뚱뚱한 몸매와 호박같은 얼굴에 퉁명스러운 표정이 특징. 작품에 따라 마구만, 소불 등과 맺어질 때도 있다. 구박을 자주 당하고 그 때문인지 순수하면서 현실적인 사고방식을 갖고 있다.
- 《장미》불청객 시리즈에서 가끔식 나오던 수미외 비슷하게 생긴 단발머리 미인. 허영심 많고 남자 덕을 보려는 전형적인 날라리로 자주 묘사되었다. 이후 약간의 수정을 거쳐 선역의 혜미로 바뀌었으나, 이제는 폐기되었다.
- 《박일남》박은하의 남동생으로 아주 가끔 나오던 비중 없고 능력 없는 인물. - 스포츠 가족
- 《김신일》아주 초창기 작품에 몇 번 등장하는 라이벌. 고정적인 얼굴이 없고 주로 스포츠 만화에서 등장하였다. 나중에 김영민이라는 이름의 악역으로 나온다.
- 《김영민》김신일에서 바뀐 초창기의 악역. 구영탄과 머리모양이 비슷하지만 오래가지 못하고 이 마저도 박민으로 교체된다. 오래전에 페기된 인물 - 서울 불청객
- 《장삼만/장삼천》초창기의 스포츠물에서 등장하던 쌍둥이 조연. 아주 가끔 등장하였으나, 이제는 볼 수 없다. 전설의 야구왕에서 생김새가 조금 바뀌어 오천포와 오만포 쌍둥이로 등장한 것이 마지막이다.

## 가족
그의 동생인 고기석은 만화가이다.

## 기타
- 그의 휘하 문하생 중 한 명이 김성모이며 김성모는 고행석의 휘하에서 시나리오 담당 문하생이었다.

## 주요 작품
- 《아빠 아빠 우리 아빠》1981년 데뷔작, 어린이 만화 단행본
- 《요절복통 불청객》1984년
- 《해와 달》1985년
- 《굴뚝새》1988년 영화로 개봉
- 《폭풍 열차》1989년
- 《공포의 2인조》1989년
- 《전설의 야구왕》1992년
- 《대대로 재수 없는 불청객》 1993년
- 《마법사의 아들 코리》1993년 TV 애니메이션 방영
- 《동방무패》1994년
- 《번개》1995년
- 《미스 맹하》 1996년
- 《낙제제자》1997년
- 《낙제캅》1998년
- 《양아치족》2000년
- 《악질》2000년
- 《악종》2000년
- 《코털 뽑고 꼬리 밟힌 불청객》
- 《못난이 삼형제》
- 《클레멘타인》
- 《땅콩 껍질 속 사랑 이야기》

### 간단한 줄거리가 있는 작품
- 《길》
- 《낮달》
- 《사나이 구영탄》
- 《분노의 분뇨 우주선》
- 《악질 제자》
- 《불청객, 잠수함을 타다》2000년
- 《무공해 가족》
- 《잘못된 환생》
- 《신나는 세상》